# Джессап (Пенсільванія)
Джессап (англ. Jessup) — місто (англ. borough) в США, в окрузі Лекаванна штату Пенсільванія. Населення — 4520 осіб (2020).

## Географія
Джессап розташований за координатами 41°27′13″ пн. ш. 75°32′32″ зх. д. / 41.45361° пн. ш. 75.54222° зх. д. (41.453600, -75.542128).  За даними Бюро перепису населення США в 2010 році місто мало площу 17,57 км², з яких 17,45 км² — суходіл та 0,13 км² — водойми.

## Демографія
Згідно з переписом 2010 року, у селищі мешкало 4676 осіб у 2007 домогосподарствах у складі 1272 родин. Густота населення становила 266 осіб/км².  Було 2134 помешкання (121/км²).
Расовий склад населення:
| - 96,9 % — білих - 0,8 % — чорних або афроамериканців - 0,4 % — азіатів - 0,2 % — корінних американців |

До двох чи більше рас належало 1,2 %. Частка іспаномовних становила 1,9 % від усіх жителів.
За віковим діапазоном населення розподілялося таким чином: 20,2 % — особи молодші 18 років, 61,6 % — особи у віці 18—64 років, 18,2 % — особи у віці 65 років та старші. Медіана віку мешканця становила 42,5 року. На 100 осіб жіночої статі у селищі припадало 88,8 чоловіків;  на 100 жінок у віці від 18 років та старших — 86,4 чоловіків також старших 18 років.
Середній дохід на одне домашнє господарство  становив 66 035 доларів США (медіана — 46 250), а середній дохід на одну сім'ю — 75 564 долари (медіана — 60 595). Медіана доходів становила 50 270 доларів для чоловіків та 43 958 доларів для жінок. За межею бідності перебувало 11,0 % осіб, у тому числі 11,8 % дітей у віці до 18 років та 10,1 % осіб у віці 65 років та старших.
Цивільне працевлаштоване населення становило 2255 осіб. Основні галузі зайнятості: освіта, охорона здоров'я та соціальна допомога — 32,1 %, роздрібна торгівля — 10,5 %, науковці, спеціалісти, менеджери — 10,4 %.